# Tracie Ruizová
Tracie Lehuanani Ruiz-Conforto (* 4. února 1963 Honolulu) je bývalá americká reprezentantka v synchronizovaném plavání. Věnovala se závodně také kulturistice.
Byla členkou univerzitního týmu Arizona Wildcats. V roce 1979 s americkým týmem akvabel vyhrála Světový pohár v synchronizovaném plavání. Na mistrovství světa v plavání 1982 zvítězila v individuální soutěži a s Candy Costieovou obsadila druhé místo v soutěži dvojic. Individuální i párovou soutěž vyhrála na Panamerických hrách v roce 1983 i na Letních olympijských hrách 1984, kde mělo synchronizované plavání olympijskou premiéru. V roce 1987 se stala znovu vítězkou Panamerických her i světového poháru a na Letních olympijských hrách 1988 získala stříbrnou medaili v soutěži jednotlivkyň.
V roce 1993 byla uvedena do Mezinárodní plavecké síně slávy.
Její syn Michael Conforto hraje profesionálně baseball. V roce 2015 vyhrál s New York Mets Národní ligu.